# Thomas Möller (Fußballspieler, 1967)
Thomas Möller (* 12. Juli 1967 in Beckum) ist ein ehemaliger deutscher Fußballspieler.

## Karriere als Spieler
Der Abwehrspieler begann seine Karriere beim OSV Hannover. Über Arminia Bielefeld und SV Arminia Hannover kam er 1990 zum damaligen Zweitligisten VfB Oldenburg. Nach zwei Jahren wechselte er zu Eintracht Braunschweig. Am 26. September 1992 war sein Dopingtest beim Spiel gegen den SC Freiburg positiv auf das Aufputschmittel Prolintan, was der DFB weder ahndete noch veröffentlichte. Nachdem der Fall 1994 bekannt wurde, verneinte der damalige Pressesprecher Wolfgang Niersbach einen Schaden, weil das Spiel gegen Freiburg verloren ging.
Nach einer zwischenzeitlichen Rückkehr zu seinem Heimatverein SpVg Beckum kehrte er 1995 mit dem VfB Lübeck in die Zweite Bundesliga zurück. Dort blieb er zwei Spielzeiten lang. 1997 erfolgte der Wechsel zum FC Gütersloh. In der Rückrunde kam er zum VfB Leipzig, mit dem er abstieg. Insgesamt bestritt Thomas Möller 121 Zweitligaspiele, in denen er fünf Tore erzielte.

## Karriere als Trainer
Als Trainer arbeitete er für den NTSV Strand 08 (2004 bis 2005), für den VfR Neumünster (2006 bis 2007) und den SV Todesfelde (2008 bis 2012). Im November 2012 stellte der Heider SV Möller als seinen neuen Trainer vor. Seit April 2015 trainiert er den Regionalligisten VfR Neumünster, seit der Saison 2017/2018 bekleidet er dort auch den Posten des sportlichen Leiters.